# 噶瑪蘭廳城
噶瑪蘭廳城位於今中華民國臺灣省宜蘭縣宜蘭市，是大清福建省臺灣道臺灣府噶瑪蘭廳的廳治所在，噶瑪蘭廳改制為宜蘭縣後改稱宜蘭縣城，因周圍曾環種九芎樹，又有九芎城之稱。城池範圍大致是現在宜蘭市舊城北路、舊城東路、舊城南路、舊城西路所圍成的區域。

## 沿革
今宜蘭地區原為原住民噶瑪蘭族居住地，故舊稱「蛤仔難」或「噶瑪蘭(kbalan)」，乾隆五十二年（1787年）時漳州人吳沙開始率眾進入噶瑪蘭移民，初時遭遇噶瑪蘭族反抗，到了嘉慶元年（1796年）後，漢人移民勢力才穩定下來，建立聚落頭圍。在這之後，漢人逐漸建立了二圍、三圍、四圍等聚落，最後在嘉慶七年（1802年）建立五圍。泉州人蔡牽在嘉慶十一、十二年（1806、1807年）進入噶瑪蘭地區，引發漳泉械鬥，最後漳州人控制濁水溪（今蘭陽溪）以北，泉州人則遷居溪南（今羅東一帶）。
嘉慶十五年（1810年），閩浙總督方維甸因漳泉械鬥而來臺巡視時，原住民噶瑪蘭族頭目包阿里與漢人何繪於艋舺上呈戶口清冊，請求將噶瑪蘭納入清朝版圖，方維甸遂上奏摺請求「設官經理」，並派臺灣府知府楊廷理與巡檢胡桂前往勘察，最後在嘉慶十七年（1812年）時設噶瑪蘭廳。
而在正式設廳之前，楊廷理已於嘉慶十五年（1810年）選定五圍建城，城是夯土城，外圍種有九芎樹，而在建城時因為當地民宅為座西朝東，故衙署也設計座西朝東，但因堪輿家梁章讀的建議，認為衙署朝東會使民刁俗悍，故改為座北朝南。兩年後（1812年）通判翟淦上任，又種植莿竹環城，並挖護城壕，於四座城門設吊橋。嘉慶廿四年（1819年），通判高大鏞在四城門上增建城樓。據《臺灣采訪冊》的記載，工程是從該年四月十八日到八月初十（1819年5月11日到9月28日），工料銀共612兩8錢2厘5毫。。而後同治七年（1868年）通判丁承禧重修城牆。光緒十八年（1892年）知縣蕭贊廷重修城門，為宜蘭縣城最後一次整修。根據《申報》報導，工程時間約為兩個月，工料銀共941兩4錢5分3厘9毫9絲9忽（由鹽務款暫行支出）。
日治時期大正二年（1913年）市街改正，城門與城牆拆除，城垣處改為道路，護城壕改為八千代川（流經南門、東門、小東門），而八千代川則在二次大戰後改為下水道。不過小東門到北門這一段城牆，在昭和九年（1934年）時還可見於地圖資料上。

## 建築
噶瑪蘭廳城為土城，設有四座主要城門，分別名為震平、離順、兌安與坎興，後來另於東北角增設小東門，名為迎春，又稱「城門孔、「狗洞」」。城內空間則以西北部為商業中心，東北部為衙署等公共建築所在，南門一帶則是武營。
小東門的存在與否，因為《噶瑪蘭志略》、《噶瑪蘭廳志》並未記載，一度引發爭議。陳進傳〈清代噶瑪蘭城之興建（下）〉採訪耆老說法，表示該城有小東門。而有些人則認為清代方志、日治時期地圖並未記載此城門，懷疑是水圳「小檔門」訛傳成「小東門」。黃文瀚〈宜蘭舊城小東門考〉一文則認為小東門可能是在光緒年間重修時所興建，又可能是因為形制較小無城樓而被略去，此外並指出日治時期文獻指出日人曾在宜蘭城設有「東北哨」，且有「小東門口街」的地名存在，可佐證小東門確實存在。
城內西北部是商業區，附近有「船仔頭」、「掩空頭」兩個碼頭。西南部的西關廟一帶有商店街，但大半區域屬於武營，禁止閒雜人等出沒而未開發。東南部有孔廟、節孝祠等設施，但同時散布許多農田。東北部則是縣衙所在地，也是許多仕紳宅邸所在地，城外有「下渡頭」。

## 文物
城牆與城門拆除後，據說城門門額被棄置，後來在興建宜蘭縣議會時發現西門兌安門與北門坎興門的門額，隨後將之安置在議會南邊的牆壁上。而陳長城〈漫談宜蘭古城門〉一文的說法是城持拆除後，城基礎石被拿去當水溝建材，門額則在公園內展覽。二次大戰後，公園內石碑遭竊，後來修建議會時，當時的文獻課長盧世標建議將倖存的「兌安門」與「坎興門」門額安置於議會牆上，以免再被偷走。
之後門額又因故送往宜蘭縣文化局典藏再由宜蘭市公所領回，安置在宜蘭市立圖書館。後來因為兌安門門額展示於戶外，不利於保存，遂在2020年1月2日遷移到圖書館內保存。

## 平安順興
「平安順興」四字來自於宜蘭四座主要城門名稱的中間字，被用為宜蘭市民的吉祥問候語。一說早期民眾進城時，會用「要去平安順興城」當作是通關密語。